# Kly (Repubblica Ceca)
Kly è un comune della Repubblica Ceca facente parte del distretto di Mělník, in Boemia Centrale.